# حادثه ساکورادامون (۱۹۳۲)
حادثه ساکورادامون یک سوء قصد علیه امپراتور هیروهیتو از امپراتوری ژاپن توسط یک فعال جنبش استقلال کره، لی بونگ چانگ (李奉昌)، در توکیو در ۹ ژانویه ۱۹۳۲ بود.